# Blinkende lygter
 Denne artikel omhandler filmen. For Tove Ditlevsens digtsamling, se Blinkende lygter (digtsamling).
Blinkende lygter er en dansk actionkomedie fra 2000, som er skrevet og instrueret af Anders Thomas Jensen. Filmen handler om en lille bande kriminelle, der under et bestilt kup vælger at flygte med de 4 millioner kroner de har stjålet, og slår sig ned i en gammel kro ved Fredericia. Her forsøger de at holde lav profil, ved at fortælle alle, at de har købt stedet for at åbne en restaurant, og de bliver venner med flere lokale. Fortiden ender dog med at indhente dem, og de må tage konsekvensen af deres handlinger. På rollelisten ses bl.a. Søren Pilmark, Ulrich Thomsen, Mads Mikkelsen, Nikolaj Lie Kaas, Sofie Gråbøl, Iben Hjejle, Ole Thestrup og Frits Helmuth.
Filmen er blevet beskrevet som et "kærlighedsbarn mellem Morten Korch og Quentin Tarantino",  og at var med til at skabe en "ny filmgenre ved at parre den klassiske folkekomedie med vold, velturnerede replikker", der har banet vejen for film som De grønne slagtere (2003) og Adams æbler (2005). Blinkende Lygter blev en både kommerciel og kritikermæssig succes, og den modtog desuden flere filmpriser, heriblandt publikumsprisen ved Robertuddelingen. Den bliver ofte listet blandt de bedste danske film.

## Handling
Torkild (Søren Pilmark) er i stor gæld til gangsterbossen Færingen (Peter Andersson), og bliver tvunget til at begå et røveri sammen med sine tre følgesvende Arne (Mads Mikkelsen), Peter (Ulrich Thomsen) og Stefan (Nikolaj Lie Kaas). Peter bliver skudt af en vagt, og de beslutter at flygte til Barcelona med byttet på 4 mio. kr. Deres flugtbil bryder sammen, og de når derfor ikke længere end til en skov omkring Fredericia. De overnatter i en ruin af en gammel restaurant, og grundet Peters tilstand har de svært ved at tage afsted igen.
Jægeren Alfred (Ole Thestrup), dukker op, og Torkild fortæller ham, at han har købt stedet, og at Arne og Stefan er håndværkere, men at Peter har brug for en læge. Alfred får lægen Karl (Frits Helmuth) til at tilse Peters sår. Torkild bruger penge fra kuppet til at betale Karl for behandlingen og for at han ikke gør mere ud af skudsåret. Han beordrer 14 dages hvile og komplet ro til Peter, da han ellers risikerer at dø.
Torkild tager med Karl til byen og køber en ny bil og forsyninger. I mellemtiden kontakter Peter en pusher i København, for at få nogle stoffer. Da Arne og Torkild opdager det, låser de Peter inde i et kølerum, fordi han har afsløret, hvor de er henne.
Ventetiden fyldes ud med Matador og anden "kultur" som Torkild har hentet inde i byen. Torkild ender med at købe ruinen og byggematerialer for at sætte det i stand med penge fra deres røveri. Peter får lov at komme ud, da han igen er blevet rolig. Sammen med Karl graver de huller til at afkøle øl.
Arne forlader restauranten med sine våben i frustration over Torkilds beslutninger, og at han skal slappe af og lade være at skyde på alt der bevæger sig. Han skyder en ko, men straks efter dukker en vred Alfred op, da det er hans ko. Han viser sig dog at være meget interesseret i skydevåben, og Arne giver ham sin Desert Eagle .50 som erstatning for koen. De to drager sammen afsted og skyder alle de dyr, som de kan få øje på.
Arne vender tilbage til restauranten med en masse vildt som de har skudt, og har byttet alle sine våben til Alfreds jagtgevær.
Restaureringen af restauranten skrider frem og de beslutter at den skal hedde Blinkende Lygter efter et digt i en bog som en mus har taget en bid af, så forfatteren fremstår som "Ove Ditlevsen". De får Carl til at lære dem at lave mad.
Pludselig dukker Stefans kæreste Hanne (Sofie Gråbøl) op, efter Stefan har talt med hende i telefonen. Hun fortæller, at hun er gravid. Hun forsøger at skabe hygge, og får dem til at puste æg. Hendes væremåde får dog Torkild til at overreagere og slå hende i ansigtet, da han ikke kan få pustet sit æg.
Dagen efter dukker to personer op i restauranten og forsøger at røve den, fordi de tror der er penge at hente. Arne overfalder dem og smadrer den ene af dem med et ølkrus. Hanne konstaterer at Stefans venner er sindssyge og tvinger ham med tilbage til København.
I mellemtiden har Færingen fået færten af gruppen sammen med sine to håndlangere. De to røvere fortæller ham deres lokation. De overfalder også Karl for at få oplysninger.
På vej mod København ombestemmer Stefan sig og forlader Hanne for at vende tilbage til sine Venner. Han bliver taget til fange af Færingen som vil have sine penge. Færingen er frustreret over at Torkild har brugt alle pengene på restauranten, og er lige ved at skyde ham, da Alfred ankommer. Karl har opsøgt ham og fået ham med til restauranten, hvor Alfred skyder Færingen og hans håndlangere med en maskinpistol.
I slutscenen kommer Torkilds ekskæreste Therese (Iben Hjejle), som madanmelder til restauranten, og tildeler den fire stjerner (én for hver af de fire venner) på trods af rædselsfuld mad.

## Medvirkende
- Torkild spilles af Søren Pilmark. Han er gruppens leder, men gennemgår en midtlivskrise, da han fylder 40.
  - Adam Brix spiller Torkild som 17-årig. Som barn ville han gerne have sine forældre til at flytte til noget større, så han kunne få sit eget værelse, men hans far ville ikke flytte, da deres æbletræ netop var begyndt at give frugt. Torkild ødelagde æblerne, og faren hængte sig selv i træet af sorg.

- Peter spilles af Ulrich Thomsen. Peter er narkoman og får kold tyrker, da gruppen gemmer sig i det forladte hus. Han bliver venner med lægen Carl, som lærer ham om at grave ølhuller.
  - Morten Gundel spiller Peter som 15-årig. Som barn stjal han en cigar fra sin far og røg den med en ven på loftet. Hans far opdagede det og spærrede ham inde i et skab med en hel kasse cigarer med besked om at ryge dem alle. Han blev holdt indespærret indtil en dag, hvor faderen fik et slagtilfælde og hans mor lukkede ham ud, så han kunne flygte.

- Arne spilles af Mads Mikkelsen. Han er en ukontrollabel og utilregnelig voldsmand, der slæber rundt på en vadsæk fyldt til randen med våben og pistoler. Hans hjerne er besat af våben og han er i besiddelse af en bred erfaring inde for skydevåben. Til Torkilds 40 års fødselsdag får han af Arne foræret en Dragunov snigskytte riffel, som er en særlig udgave af en AK-47. Under optagelserne tog Mikkelsen ofte armbøjninger og havde håndvægte med, så hans muskler stod mere frem.[3]
  - Nicki Jensen spiller Arne som 15-årig. Som barn stjal han sin fars jagtgevær og skød med det i skoven sammen med nogle venner. Ved en fejl blev én af dem ramt af et hagl, og den ansvarlige begik selvmord med geværet, fordi han troede han havde skudt sin ven.

- Stefan spilles af Nikolaj Lie Kaas. Stefan spiser meget igennem hele filmen. Han er gruppens bløde mand.
  - David Munksgaard spiller Stefan som 15-årig. Stefan har ikke på samme måde som de andre drenge gjort noget galt, men er blot et produkt af en ekstrem dysfunktionel familie.

Øvrige medvirkende
- Sofie Gråbøl som Hanne, Stefans kæreste
- Iben Hjejle som Therese, Torkilds ekskæreste
- Ole Thestrup som Alfred, jæger
- Frits Helmuth som Carl, alkoholiseret læge
- Peter Andersson som Færingen, gangsterboss
- Niels Anders Thorn som William, Færingens håndlanger
- Henning Jensen som Peters far
- Solbjørg Højfeldt som Peters mor
- Jesper Asholt som Torkilds far
- Helle Dolleris som Torkilds mor
- Bent Mejding som Stefans farfar
- Karen-Lise Mynster som Stefans mor
- Helle Virkner som Stefans tante Beate
- Max Hansen som Arnes far
- Thomas Bo Larsen som Jens
- Tomas Villum Jensen som Tom
- Lars Kaalund som Anders
- Peter Reichhardt som Flemming
- Laura Drasbæk som Susanne
- Sebastian Jessen som Christian
- Peter Lambert som Tommy
- Ove Rud som ældre mand

## Produktion
Blinkende lygter er optaget i Det Danske Filmstudie i Kongens Lyngby, Studenterkilden i Klampenborg, Fingerbøllet i København, Dyrehaven og Hareskoven.
Varevognen, som gruppen bruger som flugtbil og kalder "lortespasserbus", var en Ford Transit og tidligere postbil. Den blev købt fra filmstudiet af Ungdomshuset for at blive brugt som turbus for punkbands, inden filmen udkom. En gruppe fra stedet havde under en filmforevisning af Blinkende Lygter rejst sig og sagt "Nej, fangeme ikke skyde bilen!".
Til scenen hvor Mads Mikkelsens rolle, Arne, skyder en ko, blev der fremstillet en stuntko til nærbillederne. Til sekvensen, hvor koen bliver skudt, set fra afstand var en dyrlæge klædt ud som Arne med en boltpistol forklædt som pistol, der aflivede en rigtig ko.
Jørgen de Mylius var med som musiksupervisor. Oprindeligt havde Anders Thomas Jensen udvalgt en række musiknumre, som var meget dyre at få rettigheder til at bruge. de Mylius måtte derfor forsøge at finde alternative numre, der var billigere, så der var råd til at bruge dem i filmen. Dette tæller bl.a. Henning Stærks "Nobody".
"Blinkende Lygter" (1947) er titlen på en digtsamling af Tove Ditlevsen, som restauranten i filmen er opkaldt efter.

## Modtagelse
Før premieredagen blev der lavet en hemmelig midnatsvisning af filmen i biografen i Scala. Kim Magnusson udtalte at folk efter filmen ringede hjem og fortalte folk, hvad de havde set, og at han herefter vidste, at de "havde et hit".
Blinkende Lygter blev en stor succes ved udgivelsen. De første tre dage solgte den 31.387 billetter, og den endte med at sælge 436.060 biografbilletter. Ved udgivelsen på VHS og DVD i 2001 solgte filmen hurtigt 70.000 eksemplarer, hvilket var rekordmange. Ifølge Det Danske Filminstitut solgte den 80.000 eksemplarer allerede i løbet af de første to uger, hvilket slog rekorden for video/DVD-salg i Danmark.
Filmanmelderen Kim Skotte skrev i sin anmeldelse i Politiken, at det var en "...en svært underholdende film", og at "Talenterne gnistrer både foran og bagved kameraet...". Flere anmeldere hæftede sig dog også ved volden, som kobles med komik, hvilket blev kritiseret.
Ved Robert Prisen i 2001 modtog den publikumsprisen, som blev afgjort af en afstemning på internettet, og Eric Kress fik prisen for bedste fotografering. Pilmark var nomineret til Robert for årets mandlige hovedrolle og Lie Kaas var desuden nomineret til Robert for årets mandlige birolle.
Desuden fik den tildelt en såkaldt 'Elevator Prize' ved Shadow Line Filmfestival i Italien, mens den ved spillefilmfestivalen i Karlovy Vary i Tjekkiet blev valgt som det internationale filmbrancheblad Varietys Critics Choice i 2001. Soundtracket fra filmen modtog prisen som Årets Danske Soundtrack ved Danish Music Awards i 2001.
Filmen bliver ofte listet blandt de bedste danske film nogensinde. På Soundvenue liste over de bedste danske film, der var blevet  til på baggrund af 115 danske filmfolk, blev Blinkende Lygter rangeret som nummer 11. Kvindemagasinet Woman havde filmen som nummer seks på deres liste "16 geniale danske film, du skal se".
På filmhjemmesiden IMDb var Blinkende Lygter den fjerde bedst bedømte danske film i marts 2018.